# 関孝二
関 孝二（せき こうじ、1911年9月20日 - 没年不明）は、日本のAV監督、映画プロデューサー、脚本家である。関 孝司（せき こうじ）とも名乗った。

## 人物・来歴
1911年（明治44年）9月20日、東京府東京市浅草区雷門 （現在の東京都台東区）に生まれる。建築業を営む父をもつ。1930年（昭和5年）3月、郁文館中学校（旧制、現在の郁文館中学校・高等学校）を卒業、同年4月、東京美術学校（旧制、現在の東京芸術大学美術学部）に入学するも、1年次で中途退学した。
1937年（昭和12年）、父が新興キネマ東京撮影所（のち大映に統合して現存せず、場所は現在の東映東京撮影所）の大道具主任になり、それに従って同社に入社、大道具副主任となる。のちに演出部に異動し、同撮影所で曽根純三、青山三郎、久松静児、鈴木重吉らの作品で助監督を務めている。1942年（昭和17年）1月10日、同社が他社と合併して大映となってからは、鈴木重吉とともに北京に渡り、華北電影公司に入社している。1945年（昭和20年）、第二次世界大戦の終結を迎えて、日本に帰国した。
1947年（昭和22年）、同じ新興キネマ東京撮影所出身の今村貞雄とともに、ラジオ映画という企業を設立する。当初は貸しスタジオとして経営していたが、実製作を開始、同社の製作部長である伊賀山正徳監督の『海魔陸を行く』を製作する。同社は、1953年（昭和28年）ごろには活動を停止、同年1月、南方映画社をテレビ映画と商号変更、ラジオ映画を吸収合併した。同社の設立第1回作品は、佐藤武監督の『嘘』で、新東宝が配給し、1954年（昭和29年）10月12日に公開された。
1955年（昭和30年）8月9日には、今村とともに富士映画で製作した丸根賛太郎監督の『天下の若君漫遊記 前篇 変幻出没の巻・後篇 活殺自在の巻』が日活の配給によって、公開されている。1957年（昭和32年）9月8日には、新日本映画で製作した佐藤武監督の『鷹狩と小熊哀話』が、新東宝の配給で公開されている。その後、日本放送映画を設立、テレビ映画（フィルム撮影によるテレビドラマやドキュメンタリー）を手がけた。
1962年（昭和37年）、国映で成人映画『情欲の谷間』を監督、以降、成人映画を量産する。翌1963年（昭和38年）10月、『情欲の洞窟』のロケーション撮影を記者に取材させたことが、ジャンルの名称としての「ピンク映画」、同ジャンルの作品を生み出す製作会社を指す「エロダクション」などの新語がこの取材から生まれた。
2007年（平成19年）5月21日に発売された雑誌『映画秘宝』（2007年7月号、洋泉社）が、関に対して当時最新のインタビューが行われた記事を掲載、健在を証明した。
2012年（平成24年）5月現在、関の監督作のうち、『ヒップで勝負』（1965年）、『売女(ばいた)』（1967年）、『変態魔』（同）、『好色番外地』（1967年）、『秘密クラブの女』（1969年）、『セックスパトロン』（1970年）、『痴漢ドライバー』（1978年）、『痴漢 奥まで覗く』（1985年）の8作、関が製作に関わった佐藤武監督の『鷹と仔熊とわんぱく小僧』（1957年）、吉岡昌和監督の『毛剃り魔』（1989年）の2作の上映用プリントは、東京国立近代美術館フィルムセンターに所蔵されている。

## フィルモグラフィ
特筆以外は「監督」である。
1940年代
- 『暖きふる里』 : 監督青山三郎、製作新興キネマ東京撮影所、1941年1月23日公開 - 演出補
- 『隣組』 : 製作新興キネマ東京撮影所、1941年 - 初監督作品[3]

1950年代
- 『海魔陸を行く』 : 監督伊賀山正徳、製作ラジオ映画、配給東京映画配給、1950年1月17日公開 - 製作[3]
- 『嘘』 : 企画今村貞雄、監督佐藤武、製作テレビ映画、配給新東宝、1954年10月12日公開 - 製作[4]
- 『天下の若君漫遊記 前篇 変幻出没の巻・後篇 活殺自在の巻』 : 製作今村貞雄、監督丸根賛太郎、製作富士映画、配給日活、1955年8月9日公開 - 製作主任
- 『鷹狩と小熊哀話』 : 監督佐藤武、製作新日本映画、配給新東宝、1957年9月8日公開 - 製作
- 『鷹と仔熊とわんぱく小僧』 : 監督佐藤武、製作新日本映画、配給教育映画配給社、1957年 - 製作[7]
- 『どうぶつ物語』 : テレビドラマ、1950年代[3]
- 『小さな怪物の世界』 : テレビドラマ、1950年代[3]
- 『コロちゃんの冒険』 : 監督津田不二夫、製作東映/日本教育テレビ、テレビドラマ、1959年4月1日 - 同年6月17日放映 - 原案・動物演出[3][8]
- 『ニッポン・イソップ物語』 : テレビ映画、1950年代[3]

1960年代
- 『情欲の谷間』 : 国映、1962年[3]
- 『情欲の洞窟』 : 国映、1963年10月公開
- 『痴情の家』 : 国映、1964年9月1日公開
- 『鉄火芸者』 : 国映、1965年3月公開
- 『ヒップで勝負』 : 新幸プロダクション、1965年7月公開[9]
- 『毒唇』 : 国映、1965年8月公開
- 『埋蔵金物語 残虐の穴』 : 新日本映画、1965年11月公開
- 『半処女』 : 新幸プロダクション、1966年7月公開
- 『媚薬の罠』 : 新日本映画、1966年11月公開
- 『産婦人科日記より 芸者』 : 新日本映画、1967年2月公開
- 『スペシャル』 : 新日本映画、1967年4月公開
- 『おヘソで勝負』 : 国映、1967年8月5日公開
- 『売女(ばいた)』 : 日本シネマ、1967年10月17日公開（パートカラー）[10]
- 『変態魔（英語版）』 : 製作新日本映画研究社、配給日本シネマ、1967年12月26日公開[11]
- 『好色番外地』 : 日本シネマ、1967年公開（パートカラー）[12]
- 『立体透視映画 異常性犯罪史』 : 新日本映画、1968年4月公開
- 『エロチック風土記 替え床』 : 新日本映画、1968年6月公開
- 『透明人間 エロ博士』 : 新日本映画、1968年9月公開
- 『セックス人間』 : 国映、1968年11月公開
- 『孤島のうめき』 : 大東放映、1968年12月公開
- 『恐怖のサディスト 異常性犯罪』 : 国映、1968年公開
- 『覗く 透明のテクニック』 : 新日本映画、1968年公開
- 『日本三代好色伝』 : 東京プロダクション、1969年1月公開
- 『モーレツ女とゼツリン男』 : 東京プロダクション/関プロダクション、1969年2月公開
- 『ピカピカハレンチ』 : 関プロダクション、1969年6月公開
- 『秘密クラブの女』 : 日本シネマ、1969年12月公開（パートカラー）[13]
- 『乳房で勝負』 : 国映、1969年公開

1970年代
- 『セックスパトロン』 : 日本シネマ、1970年1月公開（パートカラー）[14]
- 『浮気虫の歌』 : 国映、1970年6月公開
- 『蛇淫の舘』 : 国映芸能、1970年8月公開
- 『エロエロ入門』 : 東京プロダクション、1970年公開
- 『女の急所教えます』 : 関東ムービー、1971年6月公開
- 『咬みつかれたハマグリ坊主』 : 関東ムービー、1971年11月公開
- 『あの穴この穴』 : 国映、1972年2月公開
- 『セックス(秘)話』 : 東京興映、1972年5月公開
- 『美女と淫獣』 : 関東ムービー、1972年7月公開
- 『日本の恥部を覗く』 : 国映、1972年8月公開
- 『変態家族』 : 東京興映、1972年8月公開
- 『性処理のテクニック』 : 国映、1972年11月公開
- 『夜昼しびれ泣き』 : 東京興映、1972年11月公開
- 『痴漢天国』 : 関東ムービー、1972年12月公開
- 『女高生スケバン物語』 : 関東ムービー、1973年4月公開
- 『ポルノ裁判 わいせつ罪』 : 国映シネマ、1973年4月公開
- 『男妻になるテクニック』 : 関東ムービー、1973年6月公開
- 『穴場さぐり』 : 関東ムービー、1973年8月公開
- 『パンマSEX裏のぞき』 : 関東ムービー、1973年9月公開
- 『女風呂色ざかり』 : 関東ムービー、1973年11月公開
- 『行為・妊娠/中絶』 : 国映シネマ、1973年公開
- 『性惑の宝庫』 : 関東ムービー、1974年1月公開
- 『女湯淫情記』 : 関東ムービー、1974年3月公開
- 『快感の闘い』 : 関東ムービー、1974年4月公開
- 『ドラゴン柔道SEX対決』 : 関東ムービー、1974年6月公開
- 『性艶みだら海女』 : 関東ムービー、1974年8月公開
- 『団地妻色競べ』 : 関東ムービー、1974年10月公開
- 『新婚初夜の秘技』 : 関東ムービー、1974年12月公開
- 『東西性豪色くらべ』 : 関東ムービー、1975年2月18日公開
- 『(秘)淫慾ホテル』 : 関東ムービー、1975年3月21日公開
- 『情痴の争奪』 : 関東ムービー、1975年6月24日公開
- 『セックス秘伝』 : 関東ムービー、1975年8月25日公開
- 『湧き出る性の泉』 : 関東ムービー、1975年10月17日公開
- 『女高生と(秘)玩具』 : 関東ムービー、1975年12月8日公開
- 『性科専門女医』 : 大蔵映画、1976年2月3日公開
- 『痴女 裸の暴走』 : 大蔵映画、1976年3月6日公開
- 『変態女 男狩り』 : 大蔵映画、1976年4月27日公開
- 『新婚痴漢旅行』 : 大蔵映画、1976年5月29日公開
- 『痴漢快楽境』 : 大蔵映画、1976年7月31日公開
- 『濡れた花弁の三姉妹』 : 大蔵映画、1976年8月10日公開
- 『女子学生 (秘)SEX実験』 : 大蔵映画、1976年9月1日公開
- 『セックス覗き百態』 : 大蔵映画、1976年10月1日公開
- 『団地妻セックス集団』 : 大蔵映画、1976年11月23日公開
- 『好色産婦人科医の告白』 : 関東ムービー配給社、1976年12月4日公開 - 監督・脚本
- 『混浴温泉穴場名所』 : 大蔵映画、1976年12月26日公開
- 『痴漢透明人間』 : 新東宝映画、1977年5月公開
- 『痴漢女色狂』 : 大蔵映画、1977年6月7日公開
- 『好色女子学生 道貞男遊び』 : 大蔵映画、1977年7月8日公開
- 『秘境 夜這い村』 : 大蔵映画、1977年9月20日公開
- 『痴漢透明人間 女・女・女 PART II』 : 新東宝映画、1977年10月公開
- 『ダイナマイト 性ジャングル』 : 大蔵映画、1977年11月11日公開
- 『花のダンプ姐ちゃん 性大暴走』 : 大蔵映画、1977年12月25日公開
- 『痴漢横丁 濡れたいの』 : 関東ムービー、1977年12月公開
- 『混欲濡れ濡れ穴場』 : 大蔵映画、1978年2月1日公開
- 『山荘の淫女』 : 大蔵映画、1978年3月21日公開
- 『バイク姐ちゃん 性乱大暴走』 : 大蔵映画、1978年6月21日公開
- 『港町性感地帯』 : 大蔵映画、1978年7月3日公開
- 『痴漢秘境女村』 : 大蔵映画、1978年8月10日公開
- 『好色女子大生 濡れた砂丘』 : 大蔵映画、1978年10月26日公開
- 『痴漢ドライバー』 : 製作関プロダクション、配給大蔵映画、1978年12月3日公開[15]
- 『東京VS大阪 痴漢集団』 : 大蔵映画、1978年12月29日公開
- 『女子大生バイト芸者』 : 大蔵映画、1979年2月25日公開
- 『痴漢透明人間 PART 3 わいせつ?』 : 新東宝映画、1979年5月公開
- 『襲って!』 : 大蔵映画、1979年8月1日公開
- 『痴漢遊覧船』 : 大蔵映画、1979年8月21日公開
- 『にっぽんエロばなし 夜這い』 : 大蔵映画、1979年11月1日公開

1980年代
- 『変態夫婦』 : 大蔵映画、1980年1月21日公開
- 『未亡人後から』 : 新東宝映画、1981年3月公開
- 『痴漢透明人間 PART4 奥の奥まで』 : 新東宝映画、1981年5月公開
- 『痴漢電車 ただのり』 : 新東宝映画、1981年7月公開
- 『薔薇と海と太陽と』 : 監督松浦康治、製作ワールド映画、配給東映セントラルフイルム、1982年12月11日公開 - 助監督
- 『立体映画 ザ・アクメ』 : 新東宝映画、1984年1月公開
- 『三次元透視 SEXウルトラアイ』 : 監督吉岡昌和、製作山陽企業、配給にっかつ、1984年10月20日公開 - 脚本
- 『痴漢奥まで覗く』 : 新東宝映画、1985年7月公開[16]
- 『毛剃り魔』 : 企画・製作・監督・脚本吉岡昌和、製作ハリマ企画、配給新東宝映画、1989年10月7日公開 - 製作補[17][18]